# All-Ireland Senior Hurling Championship 1905
L'All-Ireland Senior Football Championship 1905 fu l'edizione numero 19 del principale torneo di hurling irlandese. Kilkenny batté Cork in finale, ottenendo il secondo titolo della sua storia.

## Formato
Parteciparono 15 squadre e si tennero i campionati provinciali tranne che nell'Ulster. I vincitori del Leinster Championship e Antrim avrebbero sfidato Lancashire e Glasgow. La vincitrici di questi due match avrebbero sfidato i campioni di Connacht e Munster.

## Torneo
Connacht Senior Hurling Championship
| Finale | Galway | 3-15 – 1-0 | Mayo |  |

Leinster Senior Hurling Championship
| Finale | Kilkenny | 2-8 – 2-2 | Dublin |  |

Munster Senior Hurling Championship
| Finale | Cork | 7-12 – 1-4 | Limerick |  |

All-Ireland Senior Hurling Championship
| Dublino 5 agosto 1906 Quarto di finale | Kilkenny | 2-21 – 0-5 | Lancashire | Jones's Road |

| 5 agosto 1906 Quarto di finale | Antrim | 3-13 – 3-11 | Glasgow | Belfast |

| Limerick 2 settembre 1906 Semifinale | Cork | 5-13 – 0-4 | Galway | Markets Field |

| Dublino 30 settembre 1906 Semifinale | Kilkenny | 5-8 – 1-9 | Antrim | Jones's Road |

| Tipperary 14 aprile 1907 Finale | Cork | 5-10 – 3-13 | Kilkenny | Tipperary Park |

| Dungarvan 15 giugno 1907 Finale Replay | Kilkenny | 7-7 – 2-9 | Cork | Fraher Field |